# Wenden (Sauerland)
Wenden (Sauerland) este o comună din landul Renania de Nord-Westfalia, Germania. Populația Wenden este de 20.056 locuitori (la 31 decembrie 2008)